# 硒氰
硒氰是一种拟卤素，化学式为(SeCN)2。它可由硒氰酸银和碘在乙醚中反应得到，其中86%的碘会转化为碘化银：
2 AgSeCN + I2 ⇌ 2 AgI + (SeCN)2
它在水中按下式水解：
2 (SeCN)2 + 3 H2O → H2SeO3 + 3 HSeCN + HCN
缓慢加热硒氰，它可以歧化为二氰化硒（Se(CN)2）和二硒氰酸硒（Se(SeCN)2）。
它和三苯基膦反应，可以得到Ph3P(SeCN)2；和二羰基二茂钛反应，羰基被取代，得到(C5H5)2Ti(NCSe)2；和二茂铬或二茂钒反应，分别得到(C5H5)2Cr(NCSe)(SeCN)和(C5H5)2V(NCSe)2。它和CN−在乙腈中反应，生成SeCN−和Se(CN)2。